# 阎世铎
阎世铎（1952年—），辽宁大连人，满族，中国体育官员。

## 生平
曾任国家体育总局政法司司长、总局办公厅主任。2000年4月26日起正式担任国家体育总局足球运动管理中心主任、中国足协专职副主席。其任内最大的政绩在于中国足球队2001年在世界杯预选赛中胜出，得以参加2002年世界杯赛。这是中国足球队首次参加世界杯正赛。但阎世铎的任内发生了甲B五鼠事件和龚建平事件等一系列假球、赌球和黑哨丑闻，阎世铎也被指责未能严厉打击“假赌黑”，反而纵容其愈演愈烈。此外阎世铎任内还在2001年和2002年连续两年取消了职业联赛的的升降级程序。这种在中国足球前职业化时期实行过数次的政策，使得中国职业联赛的发展受到极大损害。由于任内争议行为引发球迷怨言，阎世铎在出席2004年首届中超联赛开幕式和亚洲杯开幕式时均遭遇了现场球迷的嘘声。
2005年，阎世铎被调往国家体育总局训练局任局长、党委副书记，由谢亚龙接替其在足管中心和足协的职务。2013年2月19日，国家体育总局宣布阎世铎达到退休年龄，不再担任训练局局长、党委副书记等职务。